# Borki (Kętrzyn)

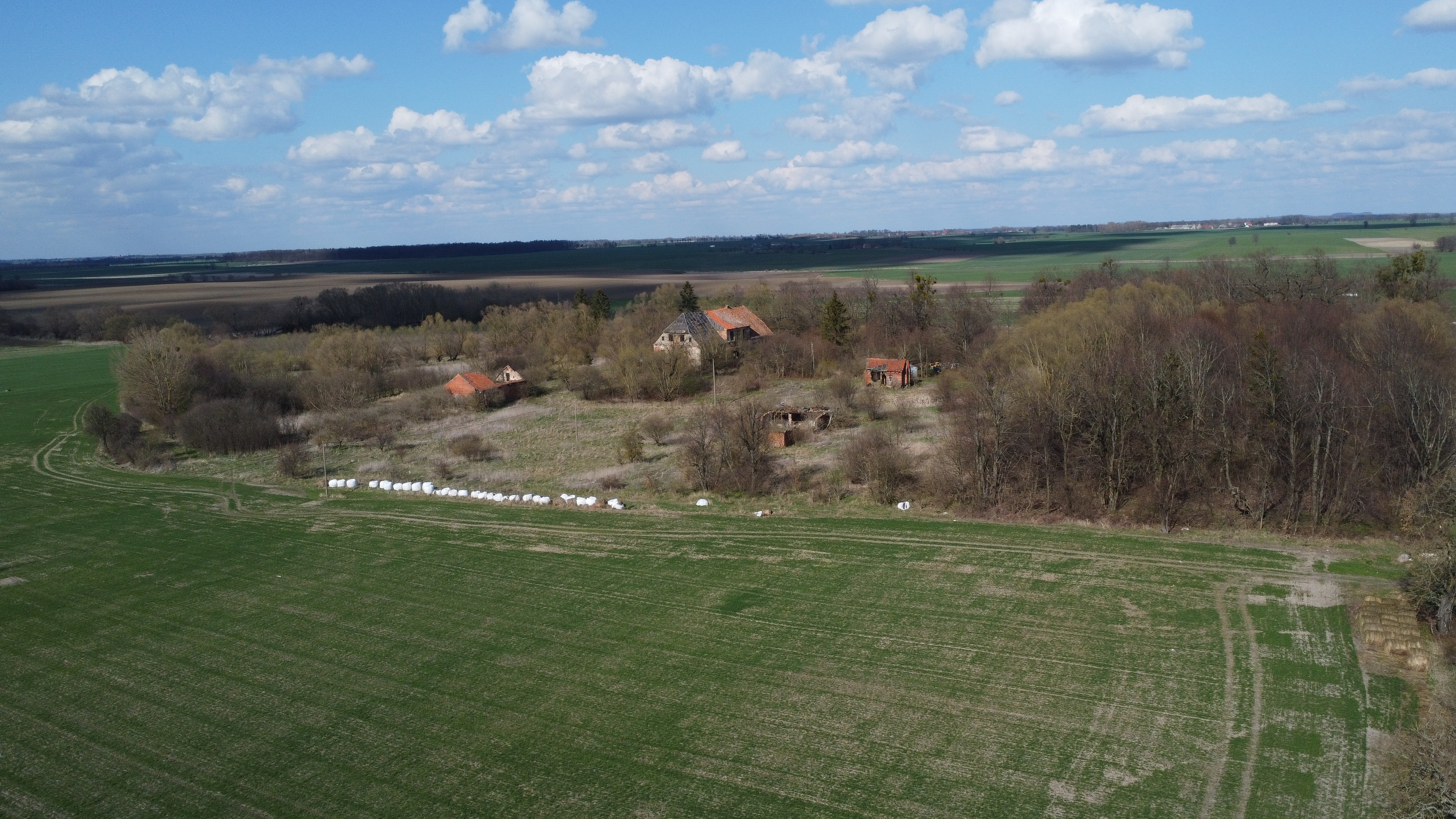
Blick auf Borki (2023)

Borki (deutsch Borken) ist ein kleiner Ort in der polnischen Woiwodschaft Ermland-Masuren. Er gehört zur Gmina Kętrzyn (Landgemeinde Rastenburg) im Powiat Kętrzyński (Kreis Rastenburg). Der Ort ist Teil des Sołectwo (Schulzenamt) Gałwuny.

## Geographische Lage
Borki liegt in der nördlichen Mitte der Woiwodschaft Ermland-Masuren, fünf Kilometer nordwestlich der Kreisstadt Kętrzyn (Rastenburg).

## Geschichte

### Ortsgeschichte
Bereits 1785 wurde Borken als „adlig Gut mit 14 Feuerstellen“ genannt. Im Jahre 1874 wurde der Gutsbezirk Borken in den neu errichteten Amtsbezirk Alt Rosenthal (polnisch Stara Różanka) aufgenommen, der zum Kreis Rastenburg im Regierungsbezirk Königsberg in der preußischen Provinz Ostpreußen gehörte.
Am 30. September 1928 gab der Gutsbezirk Borken seine Eigenständigkeit auf, als er sich – allerdings ohne den Wohnplatz Klein Schatten – mit Groß Köskeim (polnisch Kaskajmy) und Kattkeim (Katkajmy) zur neuen Landgemeinde Groß Köskeim zusammenschloss.
Als 1945 in Kriegsfolge das gesamte südliche Ostpreußen an Polen überstellt wurde, war auch Borken davon betroffen. Der Ort erhielt die polnische Namensform „Borki“ und ist heute ein „Przysiółek osady Kaskajmy“ („Weiler der Siedlung Kaskajmy“) im Verbund der Gmina Kętrzyn (Landgemeinde Rastenburg) im Powiat Kętrzyn (Kreis Rastenburg), bis 1998 der Woiwodschaft Olsztyn, seither der Woiwodschaft Ermland-Masuren zugehörig.

### Einwohnerzahlen
| Jahr | Anzahl |
| ---- | ------ |
| 1820 | 123    |
| 1885 | 268    |
| 1905 | 355    |
| 1910 | 394    |
| 1933 | 379    |
| 1939 | 367    |

## Gut Borken
Das Gut Borken war zum Ende des 19. Jahrhunderts im Besitz einer Familie Gervais. Am 9. Oktober 1912 war dann in der Königsberger Hartungsche Zeitung zu lesen: Die Besitzungen des Sanitätsrats Dr. Gervais-Drengfurth, im Rastenburger Kreis, sind vor kurzem ... veräußert worden, und zwar das Rittergut Borken für den Preis von 160.000 Mk. an den Rittergutsbesitzer Kühl auf Köskeim... In den 1920er Jahren – damals umfasste das Gut noch 180 Hektar – wurde es Eigentum einer Familie Becker und blieb es bis 1945.
Das Gutshaus, naturnah an einem Bach inmitten eines Parks, wurde in der ersten Hälfte des 19. Jahrhunderts klassizistisch umgebaut. Ursprünglich war es in barockem Stil errichtet. Das Gebäude wirkt heute einigermaßen verfallen. Es soll unter Denkmalschutz und zum Verkauf stehen.

## Kirche
Borken war vor 1945 nach Rastenburg eingepfarrt – in die dortige evangelische Pfarrkirche innerhalb der Kirchenprovinz Ostpreußen der Kirche der Altpreußischen Union als auch in die dortige katholische Kirche, die zum damaligen Bistum Ermland gehörte.
Heute besteht die gleiche geographische Ausrichtung: zur evangelischen Johanneskirche Kętrzyn in der Diözese Masuren der Evangelisch-Augsburgischen Kirche in Polen und zur – jetzt katholischen – Georgskirche Kętrzyn im jetzigen Erzbistum Ermland.

## Verkehr
Borki liegt nördlich der Woiwodschaftsstraße 592 und ist von Gałwuny (Groß Galbuhnen) aus auf einer Nebenstraße über Kaskajmy (Groß Köskeim) und Katkajmy (Kattkeim) direkt zu erreichen. Eine Anbindung an den Bahnverkehr besteht nicht.